# Encyrtoidea punctatifrons
Encyrtoidea punctatifrons är en stekelart som beskrevs av Girault 1923. Encyrtoidea punctatifrons ingår i släktet Encyrtoidea och familjen sköldlussteklar. Inga underarter finns listade i Catalogue of Life.